# Segelholmen

Segelholmen, på kartor ofta angivet som Segholmen, är en ö i Ornö socken i Haninge kommun, nordväst om Björkös nordspets. Ön har en yta på 10 hektar.
Segelholmen var tidigare obebodd; på norra delen av ön finns en gammal begravningsplats som troligen är en kolerakyrkogård. 1909 bosatte sig en fiskarfamilj på ön, vilken även försörjde sig på snickeriarbeten. På 1960-talet blev gården fritidshus men därefter 2007 åter permanentboende.
Segelholmen är ganska klippig, särskilt västsidan är brant och svårframkomlig. Bryggorna ligger huvudsakligen på öns lägre östra sida. Trädvegetationen består mestadels av tall, och på Segelholmens norra sida av björk.